# São José na Via Trionfale (diaconia)
São José na Via Trionfale (em latim, S. Ioseph ad viam Triumphalem) é uma diaconia instituída em 7 de junho de 1967 pelo Papa Paulo VI, por meio da constituição apostólica Pulcherrima templa. Sua igreja titular é San Giuseppe al Trionfale, no quartiere Trionfale de Roma.

## Titulares protetores
- Egidio Vagnozzi (1967-1973); título pro illa vice (1973-1980)
- Giuseppe Casoria (1983-1993); título pro illa vice (1993-2001)
- Severino Poletto, título pro hac vice (2001-2022)
- Emil Paul Tscherrig (desde 2023)